# 專利地圖
專利地圖（Patent Map）是指透過專利檢索技巧，檢索出與研究主題相關之專利資料，並以統計分析之方法，加以縝密及精細之剖析整理製成各種可分析、解讀、以圖表格式呈現之加值化專利資訊。使用者可以如同閱讀地圖般，用簡單與清晰的圖表即可獲取包含在其內的豐富專利資訊內涵。
而所謂專利地圖分析，則是運用專利分析技能，將零散瑣碎的專利資訊藉由專利地圖分析轉化成系統性的市場與技術資訊，並對研究主題進行管理面、技術面、權利面或引證資料之分析與規劃。如將專利地圖分析用於研擬技術發展策略、行銷策略、授權策略及掌握對手研發方向，則稱之為專利佈局。
由於各公司通常會因想盡各種方法保護其智慧財產 ，因此會在世界各地相關市場國提出專利等申請，而這些獲証之資料，皆屬公開資訊可以自由取得。因此，上述之專利資訊若加以分析了解相關技術及公司等發展之趨勢、專利佈署之相關概況，可做為應用在相關技術領域之研發規畫 、技術引進，申請專利，甚至產品規畫等之重要參考資料。

## 專利地圖之類別
專利地圖製作與運用視使用者之需求而有所不同。但是基本上，至少包含兩大部分，其一為「經營圖」，偏向於對專利相關資訊以總申請專利獲准件數為主之統計，分析各個國家、公司、發明人，相關技術佔有、競爭之情形，同時亦對各個專利被引用之情形、 技術獨特之情形、專利期限、技術生命週期等做各個「專利經營面之分析」。這類資訊繪成專利地圖後，主要提供一般使用者宏觀趨勢的瞭解，使其能夠瞭解特定技術或是特定公司發展的概況，以及在各地市場專利布局的強弱。這初步宏觀資訊，可以當成相關公司技術與市場布局的參考。 
另一則為所謂之「技術圖」，此乃針對各篇專利加以詳細解讀，將各個專利申請主要技術內容，相關專利技術之內涵與專利所保護範圍，加以剖析成技術研發人員更能了解之技術語言及層次之各種技術分析；此有別於經營圖時僅對國際專利分類號（IPC，International Patent Classification）或美國專利分類（UPC，United States Patent Classification）之技術分類做技術大類之分析。是以此部分若能做好詳盡之分析，使研發者瞭解該專利技術的密度，即可作為「迴避設計」 (design around)、技術地雷、技術挖洞或想做新改良發明等之參考資訊，及研發靈感之重要來源。

## 專利地圖之運用
近年來，專利地圖已逐漸與技術路線（Technology Roadmap）整合，以進一步瞭解技術未來發展。此外專利地圖（含商標資訊）也經常與市場資訊（Market Information）搭配，成為監控單一企業研發與產品布局的先前指標。最後，專利地圖也可以用於分析國家與國家的產業競爭力，或是一國產業發展的研發實力。總而言之，專利地圖變化無窮，端視分析者與使用者的功力與創意。

## 專利地圖之工具
- Matrixy 活的專利地圖 （页面存档备份，存于）